# 쿵스바카시

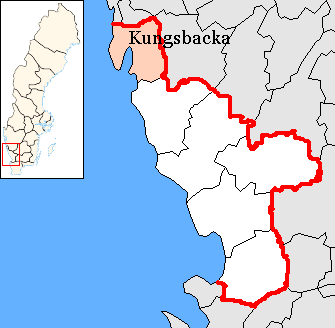
쿵스바카 시의 위치

쿵스바카시(스웨덴어: Kungsbacka kommun)는 스웨덴 할란드주에 위치한 지방 자치체로 행정 중심지는 쿵스바카이며 면적은 1,472.94km2, 인구는 80,442명(2016년 12월 31일 기준), 인구 밀도는 55명/km2이다.

시 문장